# Långtungebin
Långtungebin (Apidae) är en familj i överfamiljen bin som i sin tur tillhör ordningen steklar (Hymenoptera). 

## Beskrivning och ekologi
Utseendet på familjens arter varierar mycket kraftigt. Vissa arter i familjen är sociala och bildar bisamhällen men ett stort antal arter är solitära. Till de sociala arterna hör honungsbina, humlorna och de gaddlösa bina. Omkring 30 procent av arterna är boparasiter, som inte bygger egna bon utan lägger sina ägg i andra bins bon, där larven lever av den insamlade födan efter det att värdägget eller -larven har dödats.

## Utbredning
Familjen omfattar drygt 5 700 arter, som finns i större delen av världen.

## Underfamiljer
Familjen är uppdelad i tre underfamiljer: 
- Apinae
- Nomadinae
- Xylocopinae

## Släkten (urval)
Nedan följer ett urval av släkten, främst de som finns i Sverige och Finland.
- Amegilla
- Ammobates
- Ammobatoides
- Pälsbin (Anthophora). 5 svenska, 2 finska arter.
- Honungsbin (Apis). Endast arten honungsbi i Sverige och Finland.
- Pärlbin (Biastes). Endast arten pärlbi (Biastes truncatus) i Sverige och Finland.
- Humlor (Bombus). 41 svenska, 39 finska arter.
- Märgbin (Ceratina). Endast arten cyanmärgbi (Ceratina cyanea) i Sverige; arten saknas i Finland.
- Epeoloides
- Filtbin (Epeolus). 5 svenska, 3 finska arter.
- Långhornsbin (Eucera). Endast arten långhornsbi (Eucera longicornis) i Sverige och Finland.
- Sorgbin (Melecta). 2 arter har tidigare funnits i Sverige men de anses numera utdöda. Inga uppgifter från Finland.
- Gökbin (Nomada). Drygt 30 svenska, 26 finska arter.
- Pasites
- Tetralonia
- Tetraloniella
- Thyreus
- Snickarbin (Xylocopa). Arten svartsnickarbi (Xylocopa violacea) tillfälligt påträffad i Sverige och Finland.